# 盧埃林帕克
盧埃林帕克（英語：Llewellyn Park）是位於美國新澤西州艾塞克斯縣的普查規定居民點。

## 人口
根據2020年美國人口普查的數據，盧埃林帕克的面積為0.20平方千米，皆為陸地。當地共有人口821人，而人口密度為每平方千米4,105人。